# Маня Икономова
Маня Иконо̀мова (Мария Димитрова Карагьозова) е българска драматична актриса.

## Биография
Родена е в Шумен на 15 ноември 1878 г. След като завършва гимназия в Шумен, учителства в Преслав и Тулча. Участва и в самодейни театрални представления. През 1893-1895 г. учи литература в Лозана. От 1900 до 1902 г. заедно с Матей Икономов заминава за Милано, където изучават драматично изкуство при актьорите Дзакони, Новели, Граматика и Дузе. През 1902 г. дебютира на сцената на „Съвремен театър“ в ролята на Розалия в „Достойна смърт“ от Джакомети. В „Съвремен театър“ играе до разформирането му през 1912 г. Почива на 23 декември 1929 г. в София.

## Роли
Маня Икономова играе множество роли, по-значимите са:
- Настя – „На дъното“ от Максим Горки
- Офелия – „Хамлет“ от Уилям Шекспир
- Дездемона – „Отело“ от Уилям Шекспир
- Грушенка – „Братя Карамазови“ от Фьодор Достоевски
- Нора – „Нора“ от Хенрик Ибсен
- Монна Ванна – „Монна Ванна“ от Морис Метерлинг[1][2]